# Die blaue Stunde (1953)
Die blaue Stunde ist eine deutsche Filmkomödie aus dem Jahr 1953 von Veit Harlan, der auch das Drehbuch verfasste. Die Hauptrollen sind mit Kristina Söderbaum, Hans Nielsen, Paulette Andrieux und Kurt Kreuger besetzt. Der Schwarzweißfilm mit Farbsequenzen in Agfacolor startete am 5. März 1953 in den bundesdeutschen Kinos.

## Handlung
Der deutsche Universitätsprofessor Paul und die schwedische Musikerin Angelika sind seit Jahren glücklich miteinander verheiratet. In Angelikas Augen ist der größte Fehler ihres Gatten, dass er ihr des Öfteren mit seinem lauten Schnarchen den Schlaf raubt. Weil sie ihn aber nicht kränken will, schweigt sie. 
Eines Tages erhält das Ehepaar eine Einladung vom Modehaus «Dulong & Co.» zu einem Gesellschaftsabend. Der Firmenchef ist Pauls Vetter und war früher einmal für kurze Zeit mit Angelika verlobt. Nachdem Angelika die Verlobung gelöst hatte, heiratete Dulong die reizende Lou. Allerdings kann man diese Ehe nicht als glücklich bezeichnen. Jeder geht seinen eigenen Weg. Mit der Einladung zu dem Gesellschaftsabend hatte Angelika von Dulong „aus Reklamegründen“ ein elegantes Kleid geschenkt bekommen. Dies passt jedoch ihrem Gatten überhaupt nicht; der steigert sich immer mehr in eine Eifersucht hinein. Aber auch Angelika wird eifersüchtig, als sie ihren Mann intensiv mit Lou plaudern sieht. Dabei muss Paul nur eine bittere Wahrheit erfahren: Lou sagt ihm unverblümt, sie wisse von Angelika, dass er schnarche und seine Frau darunter leide.
Der Professor entschließt sich, sein Schnarchen ärztlich beseitigen zu lassen. Weil aber die Operation einige Gefahren birgt, will er seine Frau erst dann informieren, wenn alles glücklich überstanden ist. So schwindelt er Angelika vor, nach Capri reisen zu müssen. Damit Angelika dies auch glaubt, gibt er seinem Cousin, der gerade eine solche Reise plant, ein paar vorgefertigte Ansichtskarten mit, die dieser dann am Reiseziel zur Post bringen soll. Dulong glaubt, Paul wolle sich nur ein paar Wochen Auszeit von der Ehe nehmen, und erklärt sich einverstanden.
Als die Karten von Capri eintreffen und sich darunter auch eine befindet, die einen fremden Schriftzug enthält, glaubt Angelika, sie werde von ihrem Mann betrogen. Sofort macht sie sich auf nach Capri. Wie sie dort mit Dulong zusammentrifft, wird ihr bewusst, dass sie belogen worden ist.
In der Heimat treffen Angelika, Paul und Dulong wieder aufeinander. Sofort fordert Angelika ihren Mann auf, von seinem Ausflug nach Capri zu erzählen. Lächelnd kommt nun eine große Lügengeschichte über dessen Lippen. Daraufhin erklärt Angelika, dass sie genau wisse, dass er nicht auf Capri gewesen sei. Sie selbst sei dort gewesen – mit Dulong! Entrüstet verschwindet sie aus dem Haus. Nach einigen retardierenden Momenten kommt nach und nach die Wahrheit ans Licht, und die Streithähne versöhnen sich wieder. Sie entschließen sich, eine zweite Hochzeitsreise zu machen – nach Capri.

## Ergänzungen
Die blaue Stunde wurde vom 3. November 1952 bis zum 10. Januar 1953 im Filmatelier Göttingen gedreht. Die Außenaufnahmen auf der italienischen Insel Capri entstanden im Oktober 1952. Während der übrige Film in Schwarzweiß gedreht wurde, sind die in Italien gedrehten Szenen in Farbe. Die Bauten wurden vom Filmarchitekten Walter Haag entworfen. In Österreich lief der Film unter dem Titel Feuerprobe der Liebe.

## Kritik
Das Lexikon des internationalen Films bemerkt, der Streifen beinhalte eine „aufgesetzte Munterkeit und melancholische Nachdenklichkeit im Ehealltag eines nach Alter und Temperament unterschiedlichen Paares“. Im Ganzen gesehen stelle der Film einen „verunglückten Versuch Harlans dar, eine «Gegenwartskomödie» für Kristina Söderbaum zu inszenieren“.

## Quelle
- Programm zum Film: Das Neue Film-Programm, erschienen im gleichnamigen Verlag H. Klemmer & Co., Neustadt an der Weinstraße, ohne Nummernangabe